# Telex (banda)
Telex fue un grupo belga de synth pop y Hi-NRG formado en 1978 e inactivo desde 2006.

## Biografía
Telex fue formada en 1978 por Marc Moulin, Dan Lacksman y Michel Moers, como una broma elaborada. Mezclando la estética del disco, el punk y la música electrónica experimental, lanzaron una versión totalmente sintetizada de "Twist à St. Tropez" de Les Chats Sauvages.
Continuaron con una versión ultra-lenta de "Rock Around the Clock", una versión extremadamente relajada y desapasionada de la canción de Plastic Bertrand "Ça Plane Pour Moi" y una versión mecánica de "Dance to the Music", originalmente de Sly And The Family Stone.
Como Kraftwerk, Telex construyó su música a partir de instrumentos electrónicos, y los sonidos de los dos grupos tienen algo de similitud. Sin embargo, en contraste a la ironía teutónica estudiada de Karftwerk, Telex favoreció un humor más irreverente.
Su álbum debut, Looking for Saint Tropez, incluyó el éxito mundial "Moskow Diskow", una de las primeras canciones electrónicas dance/pop.
En 1980, el mánager del grupo les pidió participar en el Festival de la Canción de Eurovisión. Lo hicieron, y lograron llegar hasta la final. Su canción "Euro-Vision" era una canción alegre con letras deliberadamente escritas en tono banal acerca del concurso.
La audiencia no estaba segura de cómo reaccionar a esta broma autorreferencial, y después de que la banda terminó de tocar sólo hubo silencio, interrumpido por un aplauso de cortesía. Michel Moers tomó una fotografía de la audiencia. La banda salió entre ruidos de murmullo. Cuando el recuento de votos comenzó, el veredicto fue tan claro que cuando Grecia le dio tres puntos a Bélgica, el presentador pensó que había escuchado mal e intentó darle los puntos a los Países Bajos. Finalmente, la canción terminó en el 17º lugar, con 14 puntos.
Todo esto eran claramente malas noticias para la discográfica inglesa, Virgin Records, que estaban intentando pasarlos como parte del movimiento new romantic. La autoburla en canciones como "We Are All Getting Old" tampoco ayudaba.
Para su tercer álbum, Sex, Telex enlistó a los repentinamente grupos populares Sparks para ayudarlos a escribir letras. Sin embargo, la banda aún se rehusaba a tocar en vivo y prefería mantenerse en el anonimato — práctica común en los artistas de música techno a los que inspirarían, pero inusual para 1981. El cuarto álbum de Telex, Wonderful World, fue pobremente distribuido.
En 1986, Atlantic Records inexplicablemente firmó a Telex y lanzó Looney Tunes. Para entonces, el sonido temprano de la banda había influenciado a muchos otros grupos, pero lo habían abandonado favoreciendo al "sampling" y un estilo más dinámico. "Temporary Chicken", por ejemplo, era una canción extraña acerca de un hombre tan desesperado por trabajar que acepta un trabajo de medio tiempo como botarga de pollo. Era un comentario social, pero tan extraño que era casi incomprensible para la mayoría de los oyentes. Predeciblemente, el álbum no tuvo éxito comercial.
En 1989, Telex revisitó todas sus viejas canciones y las remezcló para parecerse a la música house y otros géneros a los que habían inspirado. El resultado fue Les Rythmes Automatiques, que se desvaneció en la oscuridad, pero no sin inspirar a Kraftwerk para hacer lo mismo en su álbum The Mix en 1991.
Después de casi dos décadas de silencio, Telex hizo su regreso en marzo de 2006 con How Do You Dance en EMI. Incluye 5 composiciones originales así como 5 nuevas versiones. Su último lanzamiento, hasta 2006, es una nueva versión de "On the Road Again", originalmente de Canned Heat. También comenzó a producir remezclas para otros artistas, incluyendo "A Pain that I'm Used To" de Depeche Mode y "Minimal"de Pet Shop Boys.

## Discografía

### Álbumes
- 1978: Looking For St. Tropez[5]
- 1980: Neurovision[6]
- 1981: Sex (lanzado en algunos países como Birds and Bees con un listado ligeramente diferente)
- 1984: Wonderful World[7]
- 1986: Looney Tunes[8]
- 2006: How Do You Dance?

### Recopilaciones y remezclas
- 1989: Les Rhythmes Automatiques (álbum de versiones regrabadas).
- 1993: Belgium...One Point (un box set de los primeros cinco álbumes más canciones extras).
- 1994: Is Release A Humour? - We Love Telex (sólo en Japón y mezclados por DJs del país nipón).
- 1998: I Don't Like Music (mezclado por Carl Craig y otros).
- 1998: I Don't Like Remixes: Original Classics 78-86 (una recopilación de lo mejor).
- 1999: I (Still) Don't Like Music Remixes Vol. 2 (remezclas de DJ).
- 2009: Ultimate Best Of[9]